# Организация украинских националистов за рубежом
Организация украинских националистов за рубежом (ОУНз, укр. Організація українських націоналістів за кордоном) — одна из ветвей ОУН, возникшая в результате раскола созданных в феврале 1946 года Заграничных Частей ОУН (ЗЧ ОУН), возглавляемых Степаном Бандерой.
Раскол произошел на собрании ЗЧ ОУН 1 февраля 1954 года на фоне конфликта, вызванного сообщением о состоянии Провода ОУН в Украине. Сообщение подтвердило постановления III Чрезвычайного Большого Сбора ОУН, который уполномочил Степана Бандеру, Зенона Матлу и Льва Ребета сформировать новое руководство ЗЧ ОУН. Бандера и его последователи восприняли сообщение из Украины как аутентичное и начали переговоры о реорганизации, которые, однако, не имели положительных последствий — меньшинство во главе с Зеноном Матлой и Львом Ребетом образовали новую организацию, сначала с тем же названием — ЗЧ ОУН, а с конца 1956 года — «Организация Украинских Националистов за рубежом».
Первый председатель — Лев Ребет. Впоследствии председателем стал Роман Ильницкий, а потом Богдан Кордюк.
Программа ОУНз тесно связана с постановлениями III чрезвычайного Большого сбора ОУН в 1943 году. ОУНз вошла в состав Украинской национальной рады (с 1967). Печатный орган — журнал «Украинский самостийник».
Члены организации известны как «двийкари» (то есть «двойники», «дублёры»).